# 豊島修
豊島 修（とよしま おさむ、1943年9月17日 - ）は、日本の宗教学者、大谷大学名誉教授。

## 略歴
満洲生まれ。1967年大谷大学文学部国史学科卒、1973年同大学院仏教文化学博士課程満期退学、2003年「修験道史研究と庶民信仰史論」で文学博士。大谷大学助教授、教授、2009年退職、名誉教授、京都女子大学短期大学部教授。2014年定年。熊野信仰などを研究した。

## 著書
- 『熊野信仰と修験道』名著出版 1990
- 『死の国・熊野 日本人の聖地信仰』1992 講談社現代新書
- 『熊野信仰史研究と庶民信仰史論』清文堂出版 2005
- 『熊野信仰の世界 その歴史と文化』慶友社(民衆宗教を探る) 2013

### 共編
- 『本願職の研究 寺社造営勧進』木場明志共編 清文堂出版 2010